# María Triandafýllou
María Triandafýllou (en grec Μαρία Τριανταφύλλου), née en 1967 à Missolonghi en Grèce, est une femme politique grecque.

## Biographie
Aux élections législatives grecques de janvier 2015, elle est élue députée au Parlement grec sur la liste de la SYRIZA dans la circonscription de l'Étolie-Acarnanie.